# Region Hovedstaden
Die Region Hovedstaden ([ˈhoːð̩ˌsd̥æðˀn̩], deutsch: Region Die Hauptstadt) ist eine der fünf Regionen Dänemarks, welche die höchste Verwaltungseinteilung Dänemarks darstellen. Sie umfasst den Nordosten Seelands mit der Hauptstadt Kopenhagen und weiteren Gemeinden sowie die Insel Bornholm. Verwaltungssitz ist Hillerød. In der Region lebt fast ein Drittel der dänischen Gesamtbevölkerung; von den 50 größten Städten Dänemarks finden sich 21 in Hovedstaden. Weiterhin sind in dieser Region mit Frederiksberg und Kopenhagen gleich zwei der fünf Großstädte Dänemarks verortet.
Ohne Bornholm hat die Region 1.891.827 (Stand: 1. Januar 2025) Einwohner auf 1.970,6 km², dies sind durchschnittlich 960 Einwohner pro km².

## Entstehung
Die Regionen wurden 2007 vom dänischen Parlament geschaffen. Mit der gleichzeitigen Auflösung der bisherigen Ämter (dän. amtskommune) bilden sie die mittlere Ebene zwischen Kommunen und staatlicher Zentralverwaltung (staten).
In der Region Hovedstaden gingen die ehemaligen Ämter Københavns Amt und Frederiksborg Amt sowie die Kommunen Kopenhagen, Frederiksberg und Bornholm auf. 
Gleichzeitig wurde das Gebiet der Region statistisch in vier Landsdele aufgeteilt: Landsdel Byen København, Landsdel Københavns omegn, Landsdel Nordsjælland und Landsdel Bornholm.

## Gliederung

### Kommunen
In der Region Hovedstaden liegen 29 Kommunen:
| Wappen | Kommune                  | Einwohner (1. Januar 2025) | Fläche in km² (1. Januar 2014) |
| ------ | ------------------------ | -------------------------- | ------------------------------ |
|        | Albertslund Kommune      | 28.117                     | 23,2                           |
|        | Allerød Kommune          | 26.128                     | 67,4                           |
|        | Ballerup Kommune         | 52.939                     | 34                             |
|        | Bornholms Regionskommune | 38.966                     | 588,3                          |
|        | Brøndby Kommune          | 40.401                     | 21                             |
|        | Dragør Kommune           | 14.450                     | 18,3                           |
|        | Egedal Kommune           | 45.563                     | 125,9                          |
|        | Fredensborg Kommune      | 42.186                     | 112,1                          |
|        | Frederiksberg Kommune    | 105.840                    | 8,7                            |
|        | Frederikssund Kommune    | 47.052                     | 247,1                          |
|        | Furesø Kommune           | 42.540                     | 56,8                           |
|        | Gentofte Kommune         | 75.076                     | 25,6                           |
|        | Gladsaxe Kommune         | 70.958                     | 24,9                           |
|        | Glostrup Kommune         | 24.869                     | 13,3                           |
|        | Gribskov Kommune         | 41.797                     | 279,5                          |
|        | Halsnæs Kommune          | 31.633                     | 121,9                          |
|        | Helsingør Kommune        | 63.953                     | 118,9                          |
|        | Herlev Kommune           | 30.784                     | 12,1                           |
|        | Hillerød Kommune         | 54.855                     | 214,8                          |
|        | Hvidovre Kommune         | 53.760                     | 22,9                           |
|        | Høje-Taastrup Kommune    | 59.059                     | 78,3                           |
|        | Hørsholm Kommune         | 25.168                     | 31,3                           |
|        | Ishøj Kommune            | 24.365                     | 26,5                           |
|        | Kopenhagen               | 667.099                    | 86,2                           |
|        | Lyngby-Taarbæk Kommune   | 58.713                     | 38,8                           |
|        | Rudersdal Kommune        | 57.342                     | 73,3                           |
|        | Rødovre Kommune          | 44.734                     | 12,2                           |
|        | Tårnby Kommune           | 44.034                     | 66,1                           |
|        | Vallensbæk Kommune       | 18.322                     | 9,5                            |

### Größte Städte/stadtähnliche Kommunen
| Ort               |                   |  |         | Einwohner |
| Kopenhagen        | Kopenhagen        |  | 667.099 | 667.099   |
| Frederiksberg     | Frederiksberg     |  | 105.840 | 105.840   |
| Gentofte          | Gentofte          |  | 75.076  | 75.076    |
| Gladsaxe          | Gladsaxe          |  | 70.958  | 70.958    |
| Lyngby-Taarbæk    | Lyngby-Taarbæk    |  | 58.713  | 58.713    |
| Hvidovre          | Hvidovre          |  | 53.760  | 53.760    |
| Hørsholm          | Hørsholm          |  | 48.349  | 48.349    |
| Helsingør         | Helsingør         |  | 48.033  | 48.033    |
| Tårnby            | Tårnby            |  | 44.034  | 44.034    |
| Rødovre           | Rødovre           |  | 44.734  | 44.734    |
| Brøndby           | Brøndby           |  | 40.401  | 40.401    |
| Taastrup          | Taastrup          |  | 38.178  | 38.178    |
| Hillerød          | Hillerød          |  | 36.594  | 36.594    |
| Herlev            | Herlev            |  | 30.784  | 30.784    |
| Albertslund       | Albertslund       |  | 28.117  | 28.117    |
| Glostrup          | Glostrup          |  | 24.869  | 24.869    |
| Ølstykke-Stenløse | Ølstykke-Stenløse |  | 23.382  | 23.382    |
| Ishøj             | Ishøj             |  | 22.110  | 22.110    |
| Birkerød          | Birkerød          |  | 20.941  | 20.941    |
| Farum             | Farum             |  | 20.369  | 20.369    |
| 1. Januar 2025    |                   |  |         |           |

## Politik

### Regionsrat
Die aktuelle Legislaturperiode begann am 1. Januar 2018. Vorsitzende ist seit 1. August 2021 der Sozialdemokrat Lars Gaardhøj. Die 41 Mandate verteilten sich wie folgt:

## Wirtschaft
Im Vergleich mit dem Bruttoinlandsprodukt der Europäischen Union ausgedrückt in Kaufkraftstandards erreicht die Region im Jahr 2015 einen Index von 163 (EU-25: 100), deutlich höher als der dänische Durchschnitt von 127 und einer der höchsten Werte der EU. Insgesamt wurde ein BIP von 109,6 Mrd. Euro erwirtschaftet was knapp 40 % der dänischen Wirtschaftsleistung war.
Im Jahr 2017 betrug die Arbeitslosenquote 6,1 %.

## Hovedstadsområdet
Das Hauptstadtgebiet Hovedstadsområdet liegt, bis auf die Kommune Greve, vollständig in der Region Hovedstaden. Es gehört nicht zur Verwaltungsgliederung, sondern bildet gelegentlich eine Einheit in der Statistik.